# ジョーイ・シルヴェラ
ジョーイ・シルヴェラ Joey Silvera（本名Joseph Nassivera、1951年12月20日 - ）は、1970年代初期からアメリカ合衆国のポルノ映画界で活躍している、男優・監督・プロデューサー。

## 来歴
シルヴェラはニューヨーク州北部で生まれ、1974年にサンフランシスコでスクリーンデビューを果たして以来、1000本以上の作品に出演し続けた。彼は主演男優の風変わりな相棒の役を演じることが多く、ポルノ映画界で最高の男優の1人と認められている。
1990年代初め、シルヴェラは自分自身の会社「All Blew Shirts」（後に「ジョーイ・シルヴェラ・ビデオ」と呼ばれた）のためにビデオの監督を務めるようになった。彼の映画は当初デビルズ・フィルムによって配給されたが、後にジョン・スタグリアーノのエビル・エンジェルと提携するよう誘われた。
性転換者、またはシーメール（女性への性転換を部分的に施した男性。女性のような乳房を持ちながら、陰茎はそのまま残しているのが特徴）を主流のポルノビデオに出演させたのは、シルヴェラの功績である。彼の著名な監督作品として『Service Animals』シリーズやシーメールものの『Rogue Adventures』シリーズが挙げられる。
シルヴェラはアメリカのデス・ラッパー、ネクロ (Necro) の2005年のアルバム『The Sexorcist』において、シルヴェラのポルノ映画がヒントとなったという1曲「Whore」で朗読パートを演じている。
シルヴェラはAVN殿堂、 Legends of Erotica、XRCO殿堂のメンバーである。

## 受賞

### 男優として
- 1984年 XRCO 最優秀助演男優 『パブリック・コア/変態うぐいす娘 (Public Affairs)』[4]
- 1985年 XRCO 最優秀助演男優 『She's So Fine』[4]
- 1987年 AVN 最優秀助演男優（ビデオ） 『She's So Fine』[5]
- 1987年 AVN 最優秀男女性交シーン（ビデオ） 『Blame it on Ginger』[5]
- 1988年 AVN 最優秀男女性交シーン（ビデオ） 『Made in Germany』[5]
- 1993年 AVN 最優秀助演男優（映画） 『フェイスダンス/フェイスダンス2 (Facedance 1 and 2)』[5]
- 1993年 AVN 最優秀主演男優（ビデオ） 『ハードコア・パーティ (The Party)』[5]
- 1993年 AVN 最優秀男女性交シーン（ビデオ） 『ハードコア・パーティ』[5]
- 1994年 XRCO 最優秀乱交シーン 『Buttman's British Moderately Bit Tit Adventure』[6]

### 監督として
- 1996年 XRCO 最優秀シリーズ 『Joey Silvera's Butt Row』[6]
- 1997年 AVN 最優秀ゴンゾシリーズ 『Butt Row』[5]
- 1999年 AVN 最優秀性転換作品 『The Big-Ass She-Male Adventure』[5]
- 1999年 XRCO 最優秀ゴンゾシリーズ 『Please!』[6]
- 2000年 AVN 最優秀性転換作品 『Rogue Adventures 3: Big-Ass She-Male Adventure』[5]
- 2000年 XRCO 最優秀ゴンゾシリーズ 『Please!』[6]
- 2001年 AVN 最優秀ゴンゾ作品 『Please! 12』[5]
- 2001年 AVN 最優秀ゴンゾシリーズ 『Please!』[5]
- 2001年 AVN 最優秀性転換作品 『Rogue Adventures 3: Big-Ass She-Male Adventure 7』[5]
- 2001年 XRCO 最優秀ゴンゾシリーズ 『Service Animals』[6]
- 2002年 AVN 最優秀性転換作品 『Rogue Adventures 13』[5]
- 2003年 AVN 最優秀性転換作品 『Rogue Adventures 15』[5]
- 2004年 AVN 最優秀ゴンゾ作品 『Service Animals』[5]
- 2004年 XRCO 最優秀ゴンゾシリーズ 『Service Animals』[6]
- 2005年 XRCO 最優秀ゴンゾシリーズ 『Service Animals』[6]
- 2006年 AVN 最優秀性転換作品 『Rogue Adventures 24』[5]
- 2006年 XRCO 最優秀ゴンゾシリーズ 『Service Animals』[7]
- 2007年 AVN 最優秀性転換作品 『Rogue Adventures 27』[5]

## 文献
ニコラス・バルバーノ Nicolas Barbano 著『Verdens 25 hotteste pornostjerner（世界で最も人気の高い25人のポルノスター）』(デンマーク、ロシナンテ社 1999年 : ISBN 87-7357-961-0) 彼のために章が割かれている。

## References
1. ↑  “AVN Hall of Fame” (英語) 2008年10月9日閲覧。
2. ↑  “Legends of Erotica” (英語) 2008年10月9日閲覧。
3. ↑  “XRCO Hall of Fame” (英語) 200810-9閲覧。
4. 1 2  “Rame awards list” (英語) 2008年10月9日閲覧。
5. 1 2 3 4 5 6 7 8 9 10 11 12 13 14 15 16 17  “Past AVN Award Winners” (英語) 2008年1月9日閲覧。
6. 1 2 3 4 5 6 7  “XRCO past winners” (英語) 2008年10月9日閲覧。
7. ↑  “XRCO 2006 Winners” (英語).  オリジナルの2011年9月29日時点におけるアーカイブ。 2008年10月9日閲覧。